# Leucophaeus
Leucophaeus — рід сивкоподібних птахів родини мартинових (Laridae). Представників роду раніше включали до роду мартин (Larus). Представники роду поширені в Америці.
Назва роду Leucophaeus походить від давньогрецького leukos — «білий», і phaios — «темний».

## Класифікація
Рід містить 5 видів:
- Мартин магеланський (Leucophaeus scoresbii)
- Мартин сірий (Leucophaeus modestus)
- Мартин темний (Leucophaeus fuliginosus)
- Мартин карибський (Leucophaeus atricilla)
- Мартин ставковий (Leucophaeus pipixcan)